# Nichel Raney

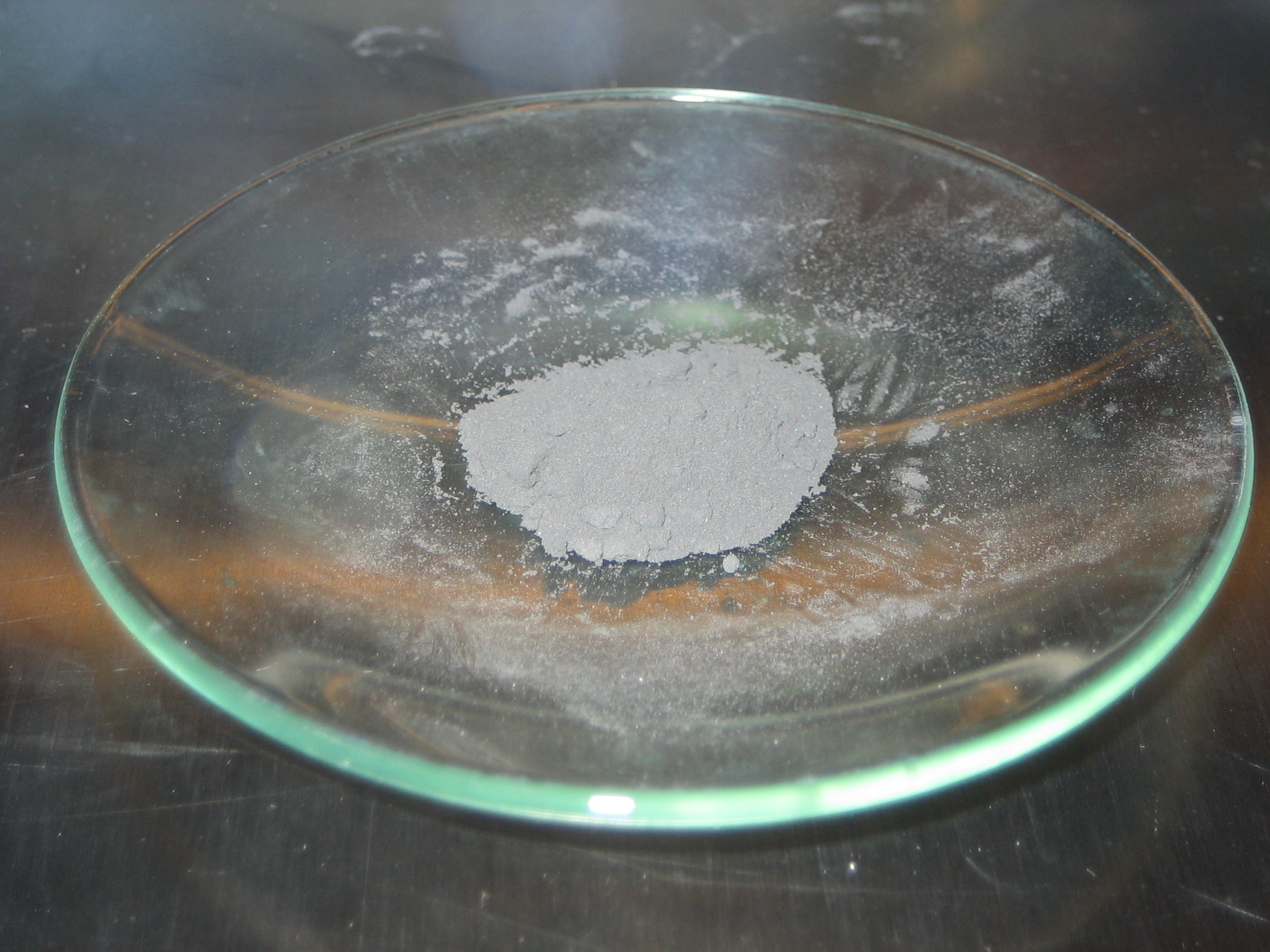
Nichel Raney

Il nichel Raney (pronuncia /ˈreɪniː/) è un catalizzatore solido costituito da una lega di nichel e alluminio in grani finissimi. Trova uso in numerosi processi chimici industriali.
Fu sviluppato nel 1926 dall'ingegnere statunitense Murray Raney per condurre reazioni di idrogenazione industriale degli oli vegetali. Viene usato come catalizzatore eterogeneo anche per altre idrogenazioni, nonché per reazioni di desolforazione.
Il nichel Raney viene prodotto per trattamento di un blocco di lega nichel-alluminio con idrossido di sodio concentrato. Questo trattamento, chiamato "attivazione", provoca lo scioglimento dell'alluminio, lasciando una sorta di finissima spugna metallica, dall'elevata superficie specifica. Un catalizzatore tipico contiene circa l'85% di nichel; l'alluminio residuo aiuta a preservare la struttura porosa del catalizzatore.
Dato che "Raney" è un marchio registrato, catalizzatori aventi struttura e comportamento simile vengono detti più genericamente "a spugna metallica".
Ad un livello macroscopico, il nichel Raney si presenta come una fine polvere grigia, spesso conservata in acqua, data la sua propensione all'autoignizione per esposizione all'ossigeno dell'aria. Ad un livello microscopico, ogni granulo è una sorta di setaccio tridimensionale con pori di forma e dimensioni irregolari, formatisi durante il trattamento con l'idrossido di sodio.